# Pisica, iepurele și nevăstuica
Pisica, iepurele și nevăstuica este un film românesc, după o fabulă de La Fontaine, realizat in 1970 de catre studio-ul Animafilm.
Regia și scenariul: Horia Ștefănescu
Animatia: Ion Dan Gheorghe Dumitrescu
Imaginea: Anca Barbu